# Сент-Ебремон-де-Бонфоссе
Сент-Ебремо́н-де-Бонфоссе́ (фр. Saint-Ébremond-de-Bonfossé) — колишній муніципалітет у Франції, у регіоні Нормандія, департамент Манш. Населення — 779 осіб (2011).
Муніципалітет був розташований на відстані близько 260 км на захід від Парижа, 60 км на захід від Кана, 7 км на південний захід від Сен-Ло.

## Історія
До 2015 року муніципалітет перебував у складі регіону Нижня Нормандія. Від 1 січня 2016 року належав до нового об'єднаного регіону Нормандія.
1 січня 2017 року Сент-Ебремон-де-Бонфоссе було приєднано до муніципалітету Канізі.

## Демографія
Динаміка населення (INSEE ):
Розподіл населення за віком та статтю (2006):
| Стать | Всього | До 15 років | 15-24 | 25-44 | 45-64 | 65-85 | Понад 85 |
| --- | ------ | ----------- | ----- | ----- | ----- | ----- | -------- |
| Чоловіки | 376    | 104         | 36    | 88    | 116   | 32    | 0        |
| Жінки | 352    | 52          | 48    | 112   | 88    | 40    | 12       |
| \| Статево-вікова піраміда \| Статево-вікова піраміда \| Статево-вікова піраміда \| \| ----------------------- \| ----------------------- \| ----------------------- \| \| Чоловіки \| Вік \| Жінки \| \| 0 \| 85 + \| 12 \| \| 8 \| 80-84 \| 8 \| \| 8 \| 75-79 \| 8 \| \| 12 \| 70-74 \| 4 \| \| 4 \| 65-69 \| 20 \| \| 28 \| 60-64 \| 20 \| \| 24 \| 55-59 \| 24 \| \| 24 \| 50-54 \| 12 \| \| 40 \| 45-49 \| 32 \| \| 24 \| 40-44 \| 40 \| \| 24 \| 35-39 \| 28 \| \| 24 \| 30-34 \| 32 \| \| 16 \| 25-29 \| 12 \| \| 24 \| 20-24 \| 16 \| \| 12 \| 15-20 \| 32 \| \| 36 \| 10-14 \| 24 \| \| 44 \| 5-9 \| 16 \| \| 24 \| 0-4 \| 12 \| |        |             |       |       |       |       |          |
| Статево-вікова піраміда |        |             |       |       |       |       |          |
| Чоловіки | Вік    | Жінки       |       |       |       |       |          |
| 0 | 85 +   | 12          |       |       |       |       |          |
| 8 | 80-84  | 8           |       |       |       |       |          |
| 8 | 75-79  | 8           |       |       |       |       |          |
| 12 | 70-74  | 4           |       |       |       |       |          |
| 4 | 65-69  | 20          |       |       |       |       |          |
| 28 | 60-64  | 20          |       |       |       |       |          |
| 24 | 55-59  | 24          |       |       |       |       |          |
| 24 | 50-54  | 12          |       |       |       |       |          |
| 40 | 45-49  | 32          |       |       |       |       |          |
| 24 | 40-44  | 40          |       |       |       |       |          |
| 24 | 35-39  | 28          |       |       |       |       |          |
| 24 | 30-34  | 32          |       |       |       |       |          |
| 16 | 25-29  | 12          |       |       |       |       |          |
| 24 | 20-24  | 16          |       |       |       |       |          |
| 12 | 15-20  | 32          |       |       |       |       |          |
| 36 | 10-14  | 24          |       |       |       |       |          |
| 44 | 5-9    | 16          |       |       |       |       |          |
| 24 | 0-4    | 12          |       |       |       |       |          |

## Економіка
2010 року серед 510 осіб працездатного віку (15—64 років) 381 була активною, 129 — неактивними (показник активності 74,7%, у 1999 році було 76,4%). З 381 активної мешканців працювало 357 осіб (186 чоловіків та 171 жінка), безробітними було 24 (15 чоловіків та 9 жінок). Серед 129 неактивних 51 особа була учнем чи студентом, 57 — пенсіонерами, 21 була неактивною з інших причин.

У 2010 році в муніципалітеті числилось 301 оподатковане домогосподарство, у яких проживали 786,0 особи, медіана доходів виносила 18 915 євро на одного особоспоживача